# La Bazouge-des-Alleux
La Bazouge-des-Alleux ist eine französische Gemeinde mit 550 Einwohnern (Stand: 1. Januar 2022) im Département Mayenne in der Region Pays de la Loire. Sie gehört zum Arrondissement Mayenne und zum Kanton Évron. 

## Geographie
La Bazouge-des-Alleux liegt etwa 18 Kilometer nordöstlich von Laval. Umgeben wird La Bazouge-des-Alleux von den Nachbargemeinden Commer im Norden, Montourtier im Osten und Nordosten, Saint-Ouën-des-Vallons im Osten und Südosten, Gesnes im Süden, Châlons-du-Maine im Südwesten sowie Martigné-sur-Mayenne im Westen.

## Bevölkerungsentwicklung
| Jahr                       | 1962 | 1968 | 1975 | 1982 | 1990 | 1999 | 2006 | 2019 |
| Einwohner                  | 296  | 286  | 260  | 249  | 261  | 262  | 353  | 561  |
| Quellen: Cassini und INSEE |      |      |      |      |      |      |      |      |

## Sehenswürdigkeiten

Kirche Saint-Julien

- Kirche Saint-Julien